# Václav Pšenička (1906-1961)
Václav Pšenička (Praga, 26 ottobre 1906 – Praga, 25 aprile 1961) è stato un sollevatore cecoslovacco.
Nato nell'epoca in cui il suo Paese era parte dell'Impero austro-ungarico, ha gareggiato per la Cecoslovacchia in tre edizioni dei Giochi Olimpici, dal 1928 al 1936, nelle categorie dei pesi massimi leggeri (fino a 82,5 kg.) e dei pesi massimi (oltre 82,5 kg.). 

## Biografia
Václav Pšenička crebbe a Praga e lì iniziò a sollevare pesi sin da giovane. Fu presto il miglior sollevatore dei pesi massimi leggeri cecoslovacco e fu inviato ad Amsterdam per le Olimpiadi del 1928. In quell'edizione dei Giochi non vinse alcuna medaglia, terminando al quarto posto nella categoria dei pesi massimi leggeri.
Nel 1929 vinse la medaglia d'argento ai Campionati europei di Vienna nella stessa categoria.
Nelle gare olimpiche si rifece però alle Olimpiadi di Los Angeles 1932 e di Berlino 1936, nelle quali vinse la medaglia d'argento in entrambe le occasioni, dopo essere passato alla categoria superiore dei pesi massimi. Ai Giochi del 1932 fu battuto dal connazionale Jaroslav Skobla, mentre ai Giochi del 1936 fu battuto dal tedesco Josef Manger.
Václav Pšenička vinse anche la medaglia d'argento ai campionati mondiali di Parigi nel 1937, battuto ancora una volta da Manger.
Ai Campionati europei di sollevamento pesi vinse la medaglia d'oro nell'edizione di Genova 1934, battendo per l'unica volta nella sua carriera Josef Manger, allora ventunenne, e vinse anche la medaglia di bronzo agli Europei di Parigi 1935.
Dopo la seconda guerra mondiale, ebbe grande soddisfazione per il figlio Václav Pšenička Jr., il quale divenne uno dei migliori sollevatori europei nella sua categoria.